# Bataille de Jeokjinpo
Guerre Imjin
La bataille de Jeokjinpo a eu lieu en 1592.
Après la bataille de Happo, d'autres rapports faisant état de 13 autres navires japonais supplémentaires empêchent Yi Sun-sin et sa flotte de se reposer au matin du 8 mai. L'amiral Yi ordonne de nouveau à sa flotte de poursuivre les Japonais dans la direction de Jinhae. Les forces coréennes rattrapent les navires japonais à Jeokjinpo, mais les officiers et l'équipage japonais abandonnent leurs navires et s'enfuient dans les montagnes avant que les Coréens puissent ouvrir le feu. Les Coréens coulent facilement 13 navires de guerre japonais abandonnés.

## Source de la traduction
- (en) Cet article est partiellement ou en totalité issu de l’article de Wikipédia en anglais intitulé « Battle of Jeokjinpo » (voir la liste des auteurs).